# Christi-Auferstehungs-Kirche zu Kadaschi

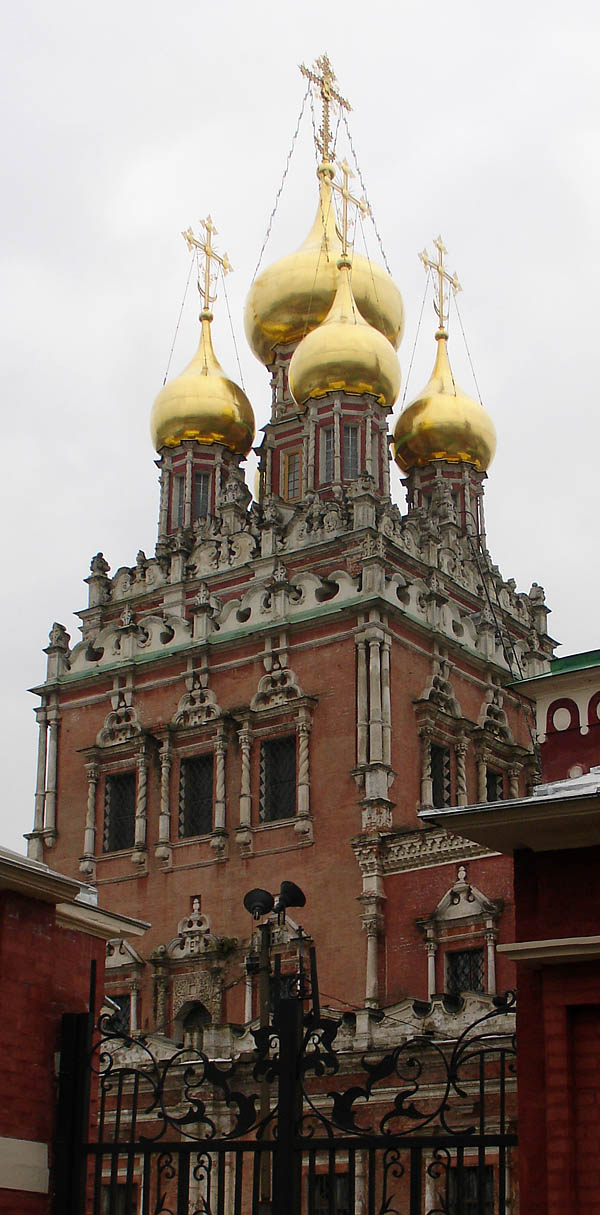
Christi-Auferstehungs-Kirche

Die Christi-Auferstehungs-Kirche zu Kadaschi (russisch Храм Воскресения Христова в Кадашах, transkribiert Chram Woskressenija Christowa w Kadaschach) ist eine im Moskauer Stadtteil Jakimanka im Zentralen Verwaltungsbezirk gelegene russisch-orthodoxe Kirche aus dem 17. Jahrhundert im historischen Bezirk Samoskworetschje.

## Geschichte
Die Christi-Auferstehungs-Kirche zu Kadaschi befindet sich gegenüber der südlichen Mauer des Kreml, auf dem gegenüberliegenden Ufer der Moskwa und des Wasserumleitungskanals. Dort lag seit dem Anfang des 16. Jahrhunderts das Dorf Kadaschowo, wo Handwerker von der Fassherstellung (russisch Kadaschi) lebten. Mindestens seit dem Jahr 1493 befand sich dort eine Holzkirche, die der Auferstehung Jesu Christi geweiht war. 1657 wurde die erste Kirche aus Stein errichtet. Im Jahr 1687 begann der Bau der heutigen Kirche, die 1695 fertiggestellt wurde. Die alte Kirche wurde, mit Ausnahme einzelner Komponenten, die in das neue Kirchengebäude integriert wurden, abgerissen.
1812, während der französischen Invasion, wurde die Christi-Auferstehungs-Kirche beschädigt, geplündert und als Pferdestall genutzt. Eine Restaurierung folgte bis 1849. In den 1860er Jahren wurde der Innenraum rekonstruiert. Die Kirche wurde unter der Sowjetherrschaft 1934 für Gottesdienste geschlossen und das Gebäude von verschiedenen Organisationen genutzt. Die meisten Priester der Christi-Auferstehungs-Kirche wurden 1937 getötet. Die Glocken wurden demontiert und teilweise in das Bolschoi-Theater verbracht, wo sie bis heute genutzt werden. Von 1946 bis 1966 unternahm die bekannte Restauratorin G. W. Alfyorowa eine Restaurierung. 1964 wurde das Kirchengebäude dem Restaurierungszentrum von Igor Emmanuilowitsch Grabar übergeben.
1992 wurde die Christi-Auferstehungs-Kirche zu Kadaschi an die Russisch-Orthodoxe Kirche zurückgegeben. Doch bis 2004 lehnte das Restaurierungszentrum einen Stopp der Arbeiten ab. Schließlich wurden die Restauratoren durch Gemeindemitglieder vertrieben. Ein weiterer Konflikt entstand 2010 durch die Absicht der Regierung, in Moskau auf dem zur Kirche gehörenden Friedhof ein Wohnviertel zu errichten. Dieser Konflikt wurde „Schlacht um Kadaschi“ genannt und in den Medien stark beachtet. Schließlich wurde der Beschluss zur Erbauung des Wohnviertels aufgehoben. Eine neue Restaurierung folgte 2015–2017.

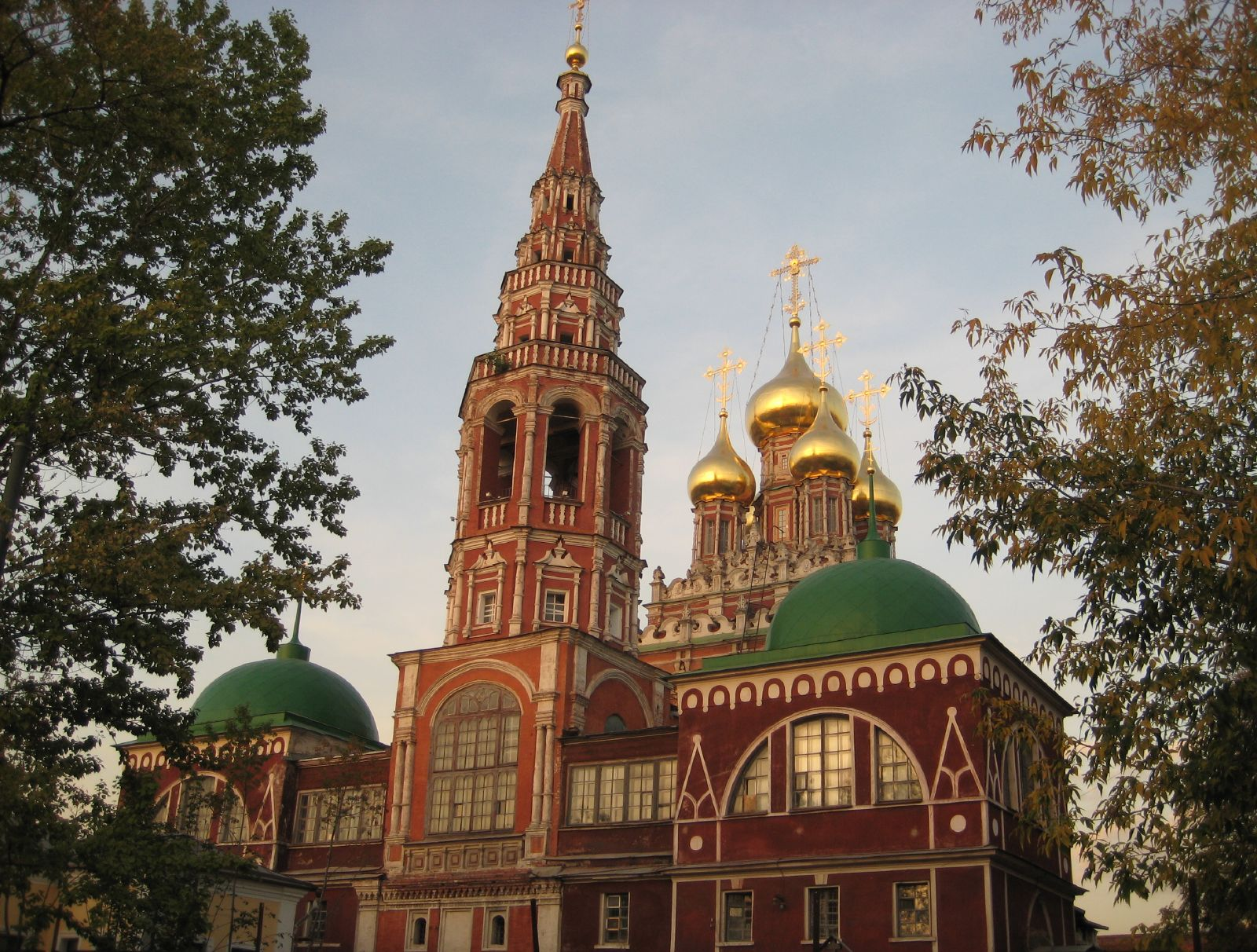
Christi-Auferstehungs-Kirche mit Glockenturm

## Beschreibung
Die Christi-Auferstehungs-Kirche zu Kadaschi ist ein bemerkenswertes Denkmal im Baustil des Naryschkin-Barock. Sie hat fünf Nebentürme, einen hohen, kubischen Hauptbaukörper und einen 43 m hohen, sechsstufigen Glockenturm. Die Wandflächen sind reich ornamentiert, in Orange, Rot und Weiß gehalten und kontrastieren zu den vergoldeten Zwiebeldächern mit Kreuzen.
Die Adresse der Kirche: zweite Kadaschowski-Gasse, 7/14. (U-Bahnhof Tretjakowskaja). Auf dem zugehörigen Gebiet befindet sich auch das Museum Kadaschowskaja Sloboda.